# Eolydekkerina
Eolydekkerina magna
Genre
Espèce
Eolydekkerina est un genre éteint d'amphibiens temnospondyles ayant vécu durant le Trias inférieur dans ce qui est actuellement l'Afrique du Sud. Une seule espèce est connue, Eolydekkerina magna, décrite en 1996 à partir de deux spécimens découverts dans le groupe de Beaufort. Le genre appartient à la famille également éteinte des Lydekkerinidae, au côté du genre apparenté Lydekkerina.

## Description
Eolydekkerina est connue à partir de deux spécimens : un crâne dépourvu de mâchoires inférieures et une mâchoire inférieure mal préservée, non associée au crâne. À 13 centimètres de longueur, le crâne d'Eolydekkerina est plus grand que celui de tout spécimen connus de Lydekkerina. Le museau est proportionnellement beaucoup plus long et les orbites sont placées de manière plus plus éloignées qu'elles ne le sont chez Lydekkerina. Les proportions du crâne d'Eolydekkerina sont similaires à celles du genre lydekkérinidé australien Chomatobatrachus. Cependant, Eolydekkerina partage plus de caractéristiques en commun avec Lydekkerina, y compris la forme presque identique des os à l'arrière du crâne. Le crâne est de forme à peu près triangulaire vu de dessus, avec des marges latérales droites. Les bords de l'orbite sont relevés et le milieu du museau est légèrement en retrait. Des rainures peu profondes courent le long de la surface du crâne derrière les orbites et sous les ouvertures des narines.
Le crâne allongé d'Eolydekkerina, bien que différent de celui de Lydekkerina, est similaire à ceux des rhinesuchidés et des capitosauriens apparentés. Les chercheurs pensent que le crâne court de Lydekkerina est une caractéristique dérivée ou avancée, ce qui suggère que Lydekkerina a évolué à partir d'un temnospondyle ayant un crâne plus long plus typique. Étant donné que les crânes des temnospondyles ont tendance à s'allonger à mesure que les individus d'une espèce vieillissent, le crâne de Lydekkerina peut représenter une forme juvénile, tandis que le crâne d'Eolydekkerina représente une forme adulte. Si Lydekkerina est un descendant d'Eolydekkerina, il aurait probablement évolué en conservant des caractéristiques juvéniles à l'âge adulte dans une condition connue sous le nom de pédomorphose.

## Paléoenvironnement
Les restes d'Eolydekkerina ont été trouvés dans la partie inférieure de la zone d'assemblage supérieure de Lystrosaurus (en), un gisement qui préserve très peu d'amphibiens. Les amphibiens deviennent plus nombreux dans les parties les plus jeunes de la zone d'assemblage, la plupart des spécimens étant attribuables soit à Lydekkerina, soit au dissorophoïde Micropholis (en). Plusieurs espèces de la famille des Rhytidosteidae ont également été identifiées dans la partie supérieure de la zone d'assemblage de Lystrosaurus. Lorsque des fossiles d'Eolydekkerina ont été découverts pour la première fois, les chercheurs pensait qu'ils appartenaient à un rhytidosteidé appelé Pneumatostega (en), car les restes de ce genre avaient déjà été trouvés dans cette partie de la zone d'assemblage.
La zone d'assemblage inférieure de Lystrosaurus est dominée, comme le nom du lieu l'indique, par le synapside Lystrosaurus, ainsi que par des reptiles tels que Owenetta (en) et Proterosuchus. La plupart des lydekkérinidés de petite taille tels que Lydekkerina se trouvent dans ce type d'assemblage. Les lydekkerinidés de taille similaire à Eolydekkerina (comme Chomatobatrachus) se trouvent généralement dans des assemblages dominés par les amphibiens où Lystrosaurus n'est pas présent. Par conséquent, la présence d'Eolydekkerina dans un environnement dominé par les reptiles est inhabituelle.